# Евнутий
Евну́т(ий) (в православном крещении Иван; около 1310 года — после 1366 года) — великий князь литовский (1341—1345), князь изяславский (1347—1366).

## Биография
Младший сын великого князя литовского Гедимина, получил от него в удел Вильну с городами Ошмяной, Вилькомиром и Браславом. Некоторые историки видят в этом доказательство литовского обычая передачи отцовского стола младшему сыну и считают Евнутия великим князем. 

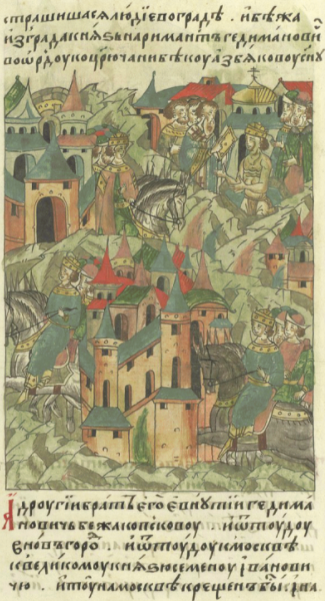
Князь Евнутий бежит в Московское княжество

Отсутствие в исторических источниках прямых указаний на великокняжеское достоинство Евнутия позволяет также предположить, что первое время по смерти Гедимина в Великом княжестве Литовском, распавшемся на самостоятельные уделы, великого князя вовсе не было; одним из таких уделов владел и Евнутий, не пользуясь никакими правами над своими братьями и дядей.
Великому княжеству Литовскому приходилось тогда вести упорную борьбу с Ливонским орденом, требовавшую напряжения всех её сил, а Евнутий не обладал ни достаточной личной храбростью, ни настолько сильным авторитетом над братьями, чтобы иметь возможность соединить под своим предводительством все силы Литвы. Поэтому его братья решили провозгласить великим князем Ольгерда и передать тому Вильну.
Зимой 1345 года Кейстут захватил Вильну врасплох; не ожидавший нападения Евнутий бежал, но был схвачен и посажен под стражу. Прочие братья, кроме Наримонта, одобрили свершившееся. По договору, заключённому между Кейстутом и Ольгердом, Евнутию предназначался в удел бывший полоцкий город Заславль Литовский, но Евнутий ещё раз бежал и укрылся сперва в Смоленске, потом в Москве. Здесь он принял православие и получил имя Иоанн. Наримонт бежал к татарам. Никакой серьёзной помощи великий князь Симеон Гордый, однако, ему не оказал, и он уже через два года возвратился на родину, в данный ему братьями удел, где и жил до самой смерти. Помимо Заславля, ему достались земли на Волыни.

## Сыновья
- Семён (ум. после 1411), князь Свислочский
- Михаил (ум. 1399), князь Изяславский, родоначальник Мстиславских